# Duranów (województwo mazowieckie)
Duranów – wieś w Polsce, w województwie mazowieckim, w powiecie sochaczewskim, w gminie Sochaczew.
Do 2023 miejscowość była częścią wsi Andrzejów Duranowski.
W latach 1975–1998 miejscowość administracyjnie należała do województwa skierniewickiego.